# Prospekt Mykoly Bažana
Prospekt Mykoly Bažana (ukrajinsky Проспект Миколи Бажана) je prospekt na jihu Kyjeva. Prospekt vede ze začátku východního břehu Dněpru na východ Kyjeva, začíná na Pivděnnyjském mostu a končí na Charkovském náměstí.
Na propektu se nachází pět stanic kyjevského metra, které jsou součástí třetí linky, jsou to stanice Slavutyč, Osokorky, Pozňaky, Charkivska, Vyrlycja a Boryspilska.

## Historie
Prospekt byl dokončen v 80. letech 20. století, tehdy ještě nesl název Nová ulice a v roce 1983 dostal název Třída děkabristů po děkabristech. Finální název dostal prospekt v roce 1984 na počest básníka Mykoly Bažana.

## Významné budovy
- Specializovaná střední škola № 316 s hloubkovým studiem ukrajinského jazyka
- Rajóní ministerstvo spravedlnosti Darnycja
- Státní bezpečnostní agentura Darnyckého rajónu
- Místní imigrační ústav Darnyckého rajónu
- Dětské kino "Fakel"